# Europees kampioenschap voetbal 2016 (Groep B) Rusland - Slowakije
Dit artikel gaat over de wedstrijd in de groepsfase in groep B tussen Rusland en Slowakije die gespeeld werd op woensdag 15 juni tijdens het Europees kampioenschap voetbal 2016. Het duel was voor beide landen de tweede groepswedstrijd.

## Voorafgaand aan de wedstrijd
- Rusland stond bij aanvang van het toernooi op de negenentwintigste plaats van de FIFA-wereldranglijst, Slowakije op de vierentwintigste.
- De nationale elftallen van Rusland en Slowakije speelden acht keer eerder tegen elkaar. Driemaal won Rusland en Slowakije was twee keer te sterk. De Russen scoorden zeven keer tegen de Slowaken, die tot zes treffers kwamen.[1]
- In de eerste groepswedstrijd tegen Engeland speelde Rusland met 1–1 gelijk. Na de openingstreffer van Eric Dier tekende Vasili Berezoetski in de blessuretijd voor de gelijkmaker. Slowakije speelde tegen Wales en kwam op achterstand door een doelpunt van Gareth Bale. Invaller Ondrej Duda maakte gelijk, maar tien minuten voor tijd tekende Welshman Hal Robson-Kanu voor de definitieve 2–1.

## Wedstrijdgegevens
| Datum                | 15 juni 2016                                   | 15 juni 2016                                   |
| Wedstrijdnummer      | 13                                             | 13                                             |
| Stadion              | Grand Stade Lille Métropole, Villeneuve-d'Ascq | Grand Stade Lille Métropole, Villeneuve-d'Ascq |
| Toeschouwers         | 38.989                                         | 38.989                                         |
| Scheidsrechter       | Damir Skomina                                  | Damir Skomina                                  |
| Assistenten          | Jure Praprotnik Robert Vukan                   | Jure Praprotnik Robert Vukan                   |
| Vierde official      | Jonas Eriksson                                 | Jonas Eriksson                                 |
| Man van de wedstrijd | Marek Hamšík                                   | Marek Hamšík                                   |
|                      | Rusland                                        | Slowakije                                      |
| Doelpunten           | 1                                              | 2                                              |
| Gele kaarten         | 0                                              | 1                                              |
| Rode kaarten         | 0                                              | 0                                              |
| Wissels              | 3                                              | 3                                              |
| Schoten op doel      | 2                                              | 3                                              |
| Schoten naast doel   | 13                                             | 6                                              |
| Overtredingen        | 8                                              | 12                                             |
| Hoekschoppen         | 6                                              | 5                                              |
| Buitenspel           | 0                                              | 5                                              |
| Balbezit (%)         | 62                                             | 38                                             |

| Rusland | 1 – 2           | Slowakije |
| Denis Gloesjakov 80' | goals (assists) | 32' Vladimír Weiss 45' Marek Hamšík |
| Leonid Sloetski | bondscoach      | Ján Kozák |
| Igor Akinfejev Georgi Sjtsjennikov Sergej Ignasjevitsj Vasili Berezoetski Igor Smolnikov Aleksandr Golovin 46' Oleg Sjatov Roman Neustädter 46' Fjodor Smolov Artjom Dzjoeba Aleksandr Kokorin 75' | opstellingen    | Matúš Kozáčik Tomáš Hubočan Ján Ďurica Martin Škrtel Peter Pekarík Marek Hamšík Viktor Pečovský Juraj Kucka 72' Vladimír Weiss 67' Ondrej Duda 80' Róbert Mak |
| Denis Gloesjakov 46' Pavel Mamajev 46' Roman Sjirokov 75' | wissels         | 67' Adam Nemec 72' Dušan Švento 80' Michal Ďuriš |
| | gele kaarten    | 46' Ján Ďurica |
| | rode kaarten    | |

## Wedstrijden
| Groepswedstrijden | | | | | | | | | | | | | | | | | | | | | | | |
| Groep A | Groep A | Groep A | Groep A | Groep B | Groep B | Groep B | Groep B | Groep C | Groep C | Groep C | Groep C | Groep D | Groep D | Groep D | Groep D | Groep E                                                                                            | Groep E                                                                                            | Groep E                                                                                            | Groep E                                                                                            | Groep F | Groep F | Groep F | Groep F |
| Frankrijk – Roemenië Albanië – Zwitserland Roemenië – Zwitserland Frankrijk – Albanië Roemenië – Albanië Zwitserland – Frankrijk | Frankrijk – Roemenië Albanië – Zwitserland Roemenië – Zwitserland Frankrijk – Albanië Roemenië – Albanië Zwitserland – Frankrijk | Frankrijk – Roemenië Albanië – Zwitserland Roemenië – Zwitserland Frankrijk – Albanië Roemenië – Albanië Zwitserland – Frankrijk | Frankrijk – Roemenië Albanië – Zwitserland Roemenië – Zwitserland Frankrijk – Albanië Roemenië – Albanië Zwitserland – Frankrijk | Wales – Slowakije Engeland – Rusland Rusland – Slowakije Engeland – Wales Rusland – Wales Slowakije – Engeland | Wales – Slowakije Engeland – Rusland Rusland – Slowakije Engeland – Wales Rusland – Wales Slowakije – Engeland | Wales – Slowakije Engeland – Rusland Rusland – Slowakije Engeland – Wales Rusland – Wales Slowakije – Engeland | Wales – Slowakije Engeland – Rusland Rusland – Slowakije Engeland – Wales Rusland – Wales Slowakije – Engeland | Polen – Noord-Ierland Duitsland – Oekraïne Oekraïne – Noord-Ierland Duitsland – Polen Oekraïne – Polen Noord-Ierland – Duitsland | Polen – Noord-Ierland Duitsland – Oekraïne Oekraïne – Noord-Ierland Duitsland – Polen Oekraïne – Polen Noord-Ierland – Duitsland | Polen – Noord-Ierland Duitsland – Oekraïne Oekraïne – Noord-Ierland Duitsland – Polen Oekraïne – Polen Noord-Ierland – Duitsland | Polen – Noord-Ierland Duitsland – Oekraïne Oekraïne – Noord-Ierland Duitsland – Polen Oekraïne – Polen Noord-Ierland – Duitsland | Turkije – Kroatië Spanje – Tsjechië Tsjechië – Kroatië Spanje – Turkije Tsjechië – Turkije Kroatië – Spanje | Turkije – Kroatië Spanje – Tsjechië Tsjechië – Kroatië Spanje – Turkije Tsjechië – Turkije Kroatië – Spanje | Turkije – Kroatië Spanje – Tsjechië Tsjechië – Kroatië Spanje – Turkije Tsjechië – Turkije Kroatië – Spanje | Turkije – Kroatië Spanje – Tsjechië Tsjechië – Kroatië Spanje – Turkije Tsjechië – Turkije Kroatië – Spanje | Ierland – Zweden België – Italië Italië – Zweden België – Ierland Italië – Ierland Zweden – België | Ierland – Zweden België – Italië Italië – Zweden België – Ierland Italië – Ierland Zweden – België | Ierland – Zweden België – Italië Italië – Zweden België – Ierland Italië – Ierland Zweden – België | Ierland – Zweden België – Italië Italië – Zweden België – Ierland Italië – Ierland Zweden – België | Oostenrijk – Hongarije Portugal – IJsland IJsland – Hongarije Portugal – Oostenrijk IJsland – Oostenrijk Hongarije – Portugal | Oostenrijk – Hongarije Portugal – IJsland IJsland – Hongarije Portugal – Oostenrijk IJsland – Oostenrijk Hongarije – Portugal | Oostenrijk – Hongarije Portugal – IJsland IJsland – Hongarije Portugal – Oostenrijk IJsland – Oostenrijk Hongarije – Portugal | Oostenrijk – Hongarije Portugal – IJsland IJsland – Hongarije Portugal – Oostenrijk IJsland – Oostenrijk Hongarije – Portugal |
| Achtste finales | | | | | | | | | | | | | | | | | | | | | | | |
| Zwitserland – Polen | Zwitserland – Polen | Zwitserland – Polen | Wales – Noord-Ierland | Wales – Noord-Ierland                                                                                          | Wales – Noord-Ierland                                                                                          | Kroatië – Portugal                                                                                             | Kroatië – Portugal                                                                                             | Kroatië – Portugal | Frankrijk – Ierland | Frankrijk – Ierland | Frankrijk – Ierland | Duitsland – Slowakije                                                                                       | Duitsland – Slowakije                                                                                       | Duitsland – Slowakije                                                                                       | Hongarije – België                                                                                          | Hongarije – België                                                                                 | Hongarije – België                                                                                 | Italië – Spanje                                                                                    | Italië – Spanje                                                                                    | Italië – Spanje | Engeland – IJsland | Engeland – IJsland | Engeland – IJsland |
| Kwartfinales | | | | | | | | | | | | | | | | | | | | | | | |
| Polen – Portugal | Polen – Portugal | Polen – Portugal | Polen – Portugal | Polen – Portugal                                                                                               | Polen – Portugal                                                                                               | Wales – België                                                                                                 | Wales – België                                                                                                 | Wales – België | Wales – België | Wales – België | Wales – België | Duitsland – Italië                                                                                          | Duitsland – Italië                                                                                          | Duitsland – Italië                                                                                          | Duitsland – Italië                                                                                          | Duitsland – Italië                                                                                 | Duitsland – Italië                                                                                 | Frankrijk – IJsland                                                                                | Frankrijk – IJsland                                                                                | Frankrijk – IJsland | Frankrijk – IJsland | Frankrijk – IJsland | Frankrijk – IJsland |
| Halve finales | | | | | | | | | | | | | | | | | | | | | | | |
| Portugal – Wales | Portugal – Wales | Portugal – Wales | Portugal – Wales | Portugal – Wales                                                                                               | Portugal – Wales                                                                                               | Portugal – Wales                                                                                               | Portugal – Wales                                                                                               | Portugal – Wales | Portugal – Wales | Portugal – Wales | Portugal – Wales | Duitsland – Frankrijk                                                                                       | Duitsland – Frankrijk                                                                                       | Duitsland – Frankrijk                                                                                       | Duitsland – Frankrijk                                                                                       | Duitsland – Frankrijk                                                                              | Duitsland – Frankrijk                                                                              | Duitsland – Frankrijk                                                                              | Duitsland – Frankrijk                                                                              | Duitsland – Frankrijk | Duitsland – Frankrijk | Duitsland – Frankrijk | Duitsland – Frankrijk |
| Finale | | | | | | | | | | | | | | | | | | | | | | | |
| Portugal – Frankrijk | | | | | | | | | | | | | | | | | | | | | | | |

RFS · A-internationals · Bondscoaches · Selecties · Statistieken · Russisch vrouwenelftal · Rusland U21 · Rusland U20 · Rusland U19 · Rusland U18 · Rusland U17 · Rusland U16
1912 – 1914 · 
1992 – 1999 · 
2000 – 2009 · 
2010 – 2019 ·
2020 − 2029
EK 1992** · 
EK 1996 · 
EK 2004 · 
EK 2008 · 
EK 2012 · 
EK 2016 · 
EK 2020
WK 1994 · 
WK 1998 · 
WK 2002 · 
WK 2006 · 
WK 2010 · 
WK 2014 · 
WK 2018
OS 1912
1912 · 
1913 · 
1914 · 
1915–1991 · 
1992 · 
1993 · 
1994 · 
1995 · 
1996 · 
1997 · 
1998 · 
1999 · 
2000 · 
2001 · 
2002 · 
2003 · 
2004 · 
2005 · 
2006 · 
2007 · 
2008 · 
2009 · 
2010 · 
2011 · 
2012 · 
2013 · 
2014 · 
2015 · 
2016 · 
2017 · 
2018 ·
2019 ·
2020 ·
2021 ·
2022 ·
2023 ·
2024 ·
2025
Albanië ·
Algerije ·
Andorra · 
Argentinië ·
Armenië · 
Azerbeidzjan · 
België ·
Bolivia · 
Brazilië ·
Brunei ·
Bulgarije · 
Chili ·
Costa Rica ·
Cuba ·
Cyprus · 
Denemarken · 
Duitsland · 
Egypte ·
Engeland ·
El Salvador ·
Estland · 
Faeröer · 
 Finland · 
Frankrijk · 
Georgië · 
Ghana ·
Grenada ·
Griekenland · 
Hongarije ·
Ierland ·
IJsland ·
Irak ·
Iran ·
Israël · 
Italië ·
Ivoorkust ·
Japan ·
Joegoslavië ·
Kameroen ·
Kazachstan ·
Kenia ·
Kirgizië ·
Kroatië · 
Letland · 
Liechtenstein · 
Litouwen · 
Luxemburg ·  
Malta ·
Marokko · 
Mexico · 
Moldavië · 
Montenegro · 
Nederland · 
Nieuw-Zeeland ·
Noord-Ierland · 
Noord-Macedonië ·
Noorwegen · 
Oekraïne · 
Oezbekistan ·
Oostenrijk · 
Polen ·
Portugal ·
Qatar · 
Roemenië · 
San Marino · 
Saoedi-Arabië · 
Schotland · 
Servië · 
Slovenië · 
Slowakije · 
Spanje · 
Syrië ·
Tadzjikistan ·
Tsjechië · 
Tunesië ·
Turkije ·
Uruguay · 
Verenigde Arabische Emiraten · 
Verenigde Staten ·
Vietnam  ·
Wales · 
Wit-Rusland ·
Zuid-Korea · 
Zweden · 
Zwitserland
Algerije (2014) · 
België (2014) · 
België (2021) · 
Denemarken (2021) ·
Egypte (2018) ·
Engeland (2016) ·
Finland (2021) ·
Griekenland (2008) ·
Griekenland (2012) ·
Kroatië (2018) ·
Nederland (2008) ·
Polen (2012) ·
Saoedi-Arabië (2018) ·
Slowakije (2016) ·
Spanje (2008, groepsfase) ·
Spanje (2008, halve finale) ·
Spanje (2018) ·
Tsjechië (2012) ·
Uruguay (2018) ·
Wales (2016) ·
Zuid-Korea (2014) ·
Zweden (2008)
** = Onder de naam Gemenebest van Onafhankelijke Staten
SFZ · A-internationals · Bondscoaches · Statistieken · Slowaaks vrouwenelftal · Olympisch elftal · Slowakije U21 · Slowakije U20 · Slowakije U19 · Slowakije U18 · Slowakije U17 · Slowakije U16
1939 – 1944 · 1992 – 1999 · 2000 – 2009 · 2010 – 2019 · 2020 − 2029
EK's: 2016 · 2020 · 2024
WK's: 2010
OS: 2000
1939 · 1940 · 1941 · 1942 · 1943 · 1944 · 1945–1991 · 1992 · 1993 · 1994 · 1995 · 1996 · 1997 · 1998 · 1999 · 2000 · 2001 · 2002 · 2003 · 2004 · 2005 · 2006 · 2007 · 2008 · 2009 · 2010 · 2011 · 2012 · 2013 · 2014 · 2015 · 2016 · 2017 · 2018 · 2019 · 2020 · 2021
Algerije · 
Andorra · 
Argentinië ·
Armenië · 
Australië · 
Azerbeidzjan · 
België · 
Bolivia · 
Bosnië en Herzegovina · 
Brazilië · 
Bulgarije · 
Chili · 
Colombia · 
Costa Rica · 
Cyprus · 
Denemarken · 
Duitsland · 
Egypte · 
Engeland · 
Estland · 
Faeröer · 
 Finland · 
Frankrijk · 
Georgië · 
Gibraltar · 
Griekenland · 
Guatemala · 
Hongarije · 
Ierland · 
IJsland · 
Iran · 
Israël · 
Italië · 
Japan · 
Joegoslavië · 
Jordanië · 
Kameroen · 
Kazachstan ·
Koeweit ·
Kroatië · 
Letland · 
Libanon ·
Liechtenstein · 
Litouwen ·
Luxemburg · 
Malta · 
Marokko · 
Mexico ·
Moldavië · 
Montenegro ·
Nederland · 
Nieuw-Zeeland · 
Noord-Ierland ·
Noord-Macedonië ·
Noorwegen ·
Oeganda · 
Oekraïne · 
Oezbekistan · 
Oostenrijk · 
Paraguay · 
Peru · 
Polen · 
Portugal · 
Roemenië · 
Rusland · 
San Marino · 
Saoedi-Arabië · 
Schotland · 
Servië en Montenegro ·
Slovenië · 
Spanje · 
Thailand · 
Tsjechië · 
Turkije · 
Verenigde Arabische Emiraten · 
Verenigde Staten · 
Wales · 
Wit-Rusland · 
Zuid-Korea · 
Zweden · 
Zwitserland
Engeland (2016) ·
Nieuw-Zeeland (2010) · 
Polen (2021) · 
Rusland (2016) · 
Spanje (2021) · 
Wales (2016) · 
Zweden (2021)